# Dansk kvindebiografisk leksikon
Dansk kvindebiografisk leksikon (Encyclopédie biographique des femmes danoises) est une collection de plus de 1 924 biographies de femmes les plus importantes et les plus célèbres du Danemark du Moyen Âge à nos jours. La première édition a été publiée en 2001 par Rosinante & Co., Copenhague. Un accès en ligne consultable gratuit est disponible à partir Kvinfo.